# Sarcocornia quinqueflora
Sarcocornia quinqueflora, es una especie de planta suculenta halófila arbustiva costera. Se produce en las zonas costeras más húmedas de Australia y Nueva Zelanda.

## Descripción
Crece como una planta perenne erecta que alcanza un tamaño de hasta 50 centímetros de altura.

## Distribución y hábitat
Se encuentra en el suroeste y el sureste de Australia, y también en algunas zonas de la  Llanura de Nullarbor, y parte de la costa este de la Península del Cabo York. En Nueva Zelanda se ha encontrado sobre todo en la costa de la Isla del Norte. En la Isla Sur está muy extendida en la costa este, pero no se encuentra en la costa oeste. También se puede encontrar en España, más concretamente en la Albufera de Valencia

## Taxonomía
Sarcocornia quinqueflora fue descrito por (Bunge ex Ung.-Sternb.) A.J.Scott y publicado en Botanical Journal of the Linnean Society 75: 368. 1977.
Etimología
Sarcocornia: significa, literalmente, "cuernos carnosos".
quinqueflora: epíteto latino que significa "con cinco hojas".
Subespecies
- S. quinqueflora subsp. quinqueflora
- S. quinqueflora subsp. tasmanica

Sinonimia
- Arthrocnemum heptiflorum Moss
- Salicornia australis Sol. ex F. Muell.
- Salicornia australis Sol. ex Benth.
- Salicornia quinqueflora Bunge ex Ung.-Sternb. basónimo[8]